# Jean Le Veneur
Jean Le Veneur (n.? † 8 d'agost de 1543) va ser un cardenal francès.
Va néixer en una família noble, el seu pare era baró de Tillières, Valquier i Homme. Molts dels seus familiars propers estaven involucrats en l'Església: un oncle i un germà van ser bisbes, i un cosí de la seva mare, era cardenal.
Jean començar la seva carrera ecumènica els primers anys de vida. La fita notable va ser la seva primera elecció com a bisbe de Lisieux, el 2 d'octubre de 1505, va ostentar aquest càrrec fins a l'agost de 1539. També va ser nomenat abat de Mont-Saint-Michel el 1524 i comte de Tillières. Com a gran almoiner de França (des 1526), va estar involucrat en projectes l'església i molts d'altres governamentals, en particular la introducció de Jacques Cartier a la cort del rei Francesc I el 1532 abans de la primera expedició de Cartier al Canadà.

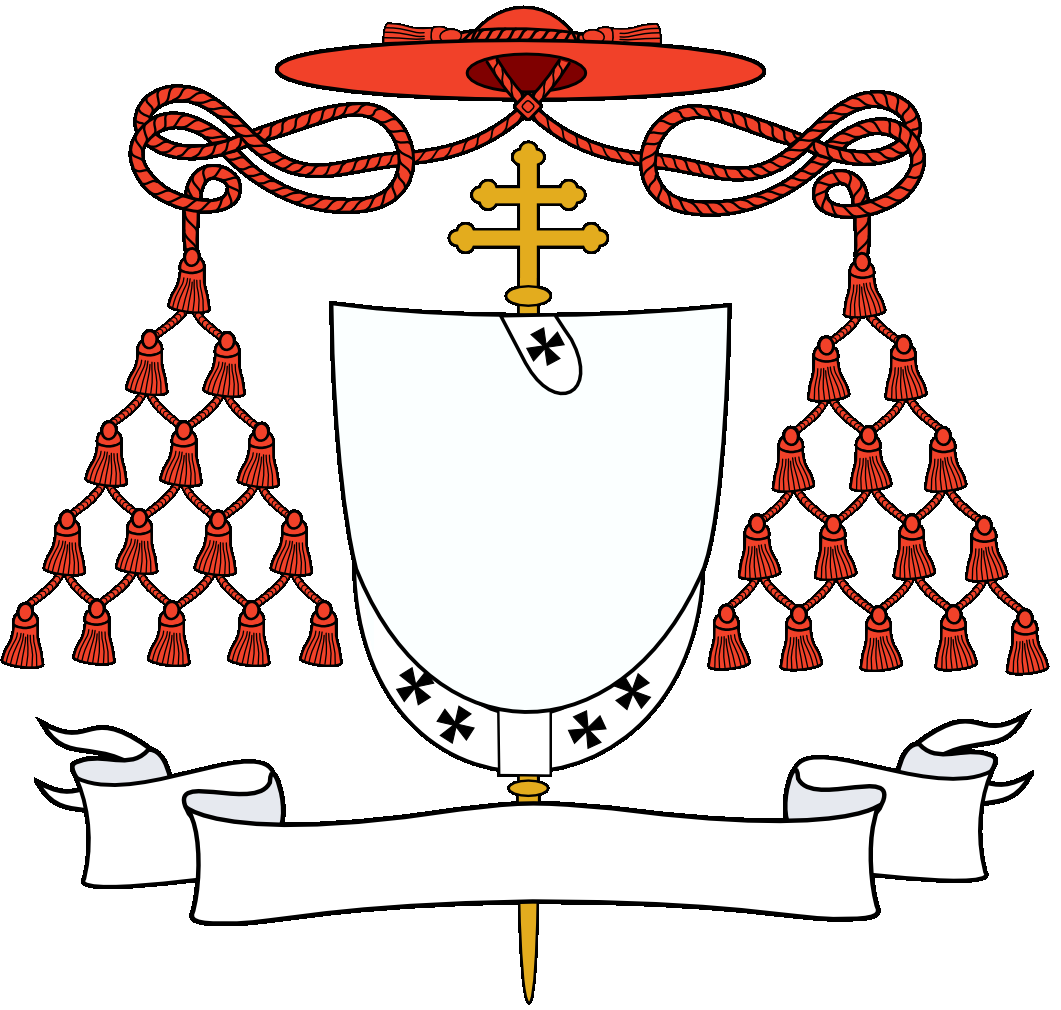
Cardenal

Jean Le Veneur fou nomenat cardenal el 7 de novembre de 1533, pel papa Climent VII en el seu consistori, en quart lloc, rebé el títol de San Bartolomeo all'Isola. Durant el seu cardenalat, va reorganitzar els estatuts de la seu de París i també va revisar el Col·legi Mignon. A la mort de Climent VIII va participa en el conclave de 1534, on s'escolliria Adrià VI.
Jean Le Veneur va morir a Marle, Picardia, el 1543, i va ser enterrat a l'església de Saint-André-Appeville.